# Mario Foglietti
Mario Foglietti (Catanzaro, 25 gennaio 1936 – Catanzaro, 8 novembre 2016) è stato uno sceneggiatore, regista, critico cinematografico e critico televisivo italiano.

## Biografia
Debutta a teatro e, alla fine del 1950, è impegnato nel "Ridotto dell'Eliseo". Lavora come critico cinematografico e televisivo dal 1962.
Nel 1971 lavora con Dario Argento alla sceneggiatura per 4 mosche di velluto grigio e di un episodio della miniserie televisiva La porta sul buio (episodio La bambola). Nel 1975 dirige il film per la televisione L'uomo dagli occhiali a specchio. Negli anni successivi scrive numerose sceneggiature e copioni originali. Dirige inoltre le miniserie Chiunque tu sia, L'inseguitore, L'enigma delle due sorelle e Incontrarsi e dirsi addio.
Oltre alla sua attività di regista e sceneggiatore, Foglietti ha anche scritto diversi libri sul cinema.
Muore nella notte fra il 7 e l'8 novembre 2016 all'età di 80 anni presso l'ospedale di Catanzaro. Gli è stato intitolato il Politeama cittadino.

## Filmografia
- 4 mosche di velluto grigio, regia di Dario Argento – sceneggiatura (1971)
- La porta sul buio, regia e sceneggiatura – miniserie TV, episodio La bambola (1973)
- L'uomo dagli occhiali a specchio, regia e sceneggiatura – film TV (1975)
- L'inseguitore, regia – serie TV (1977)
- Chiunque tu sia, regia – miniserie TV (1977)
- Aspetterò, regia – film TV (1978)
- L'enigma delle due sorelle, regia – miniserie TV (1980)
- La scuola dei duri, regia – miniserie TV, 5 episodi (1981)
- Incontrarsi e dirsi addio, regia – serie TV (1983)
- La poesia della fabbrica, regia – documentario (1987)
- Prima che il gallo canti, regia – film TV (1993)
- Sul set del 900, regia – documentario (1998)